# Reinhold Heil
Reinhold Heil (Schlüchtern, 18 maggio 1954) è un compositore e musicista tedesco.

## Carriera
Ha composto musiche per film e serie televisive, tra cui: One Hour Photo e Deadwood.
Fu anche membro dei Spliff gruppo musicale rock elettronico tedesco. 

## Filmografia parziale

### Cinema
- Lola corre (Lola rennt), regia di Tom Tykwer (1998)
- La principessa + il guerriero (Der Krieger und die Kaiserin), regia di Tom Tykwer (2000)
- One Hour Photo, regia di Mark Romanek (2002)
- La Rosa Bianca - Sophie Scholl (Sophie Scholl - Die letzten Tage), regia di Marc Rothemund (2005)
- Il nascondiglio del diavolo - The Cave (The Cave), regia di Bruce Hunt (2005)
- La terra dei morti viventi (Land of the Dead), regia di George A. Romero (2005)
- Paris, je t'aime, registi vari (2006)
- Profumo - Storia di un assassino (Perfume: The Story of a Murderer), regia di Tom Tykwer (2006)
- Blood and Chocolate, regia di Katja von Garnier (2007)
- Anamorph - I ritratti del serial killer (Anamorph), regia di Henry S. Miller (2007)
- The International, regia di Tom Tykwer (2009)
- Il domani che verrà - The Tomorrow Series (Tomorrow, When the War Began), regia di Stuart Beattie (2010)
- Drei, regia di Tom Tykwer (2010)
- Happiness Runs, regia di Adam Sherman (2010)
- 6 giorni sulla Terra, regia di Varo Venturi (2011)
- Killer Elite, regia di Gary McKendry (2011)
- Cloud Atlas, regia di Lana e Lilly Wachowski e Tom Tykwer (2012)
- Haunt, regia di Mac Carter (2013)
- I, Frankenstein, regia di Stuart Beattie (2014)
- Running with the Devil - La legge del cartello (Running with the Devil), regia di Jason Cabell (2019)

### Televisione
- Senza traccia (Without a Trace) - serie TV, 6 episodi (2002)
- Angeli d'acciaio (Iron Jawed Angels) - film TV, regia di Katja von Garnier (2004)
- Deadwood - serie TV, 31 episodi (2004-2006)
- John from Cincinnati - serie TV, 10 episodi (2007)
- Awake - serie TV, 12 episodi (2012)
- Legends - serie TV, 10 episodi (2014)
- Helix - serie TV, 26 episodi (2014-2015)
- Deutschland 83 - miniserie TV, 8 puntate (2015)
- Berlin Station - serie TV, 19 episodi (2016-2017)
- Deutschland 86 - miniserie TV, 10 puntate (2018)
- Deutschland 89 - miniserie TV, 8 puntate (2020)

## Premi
- ASCAP Award - vinto nel 2009 per Senza traccia, in collaborazione con Johnny Klimek.[3]
- AFCA Award - vinto nel 2012 per Cloud Atlas, in collaborazione con Johnny Klimek e Tom Tykwer.[4]
- Houston Film Critics Society - vinto nel 2012 per Cloud Atlas, in collaborazione con Johnny Klimek e Tom Tykwer.[5]